# Bernard Faure (sportif)
Pour les articles homonymes, voir Bernard Faure et Faure.
Bernard Faure (né en 1953 à Périgueux) est un sportif français, champion de France de marathon en 1982. Son record personnel est de 2 h 12 min 53 s, réalisé en 1983.
Il fut notamment l'entraîneur de Bruno Léger, double champion de France de semi-marathon, dans les années 1995, de Christine Malo, Mustapha El Hammadi, et Driss El Himer.

## Biographie
Il commence sa carrière de préparateur physique du CA Brive en 1995. L'équipe a remporté la Coupe d'Europe 1997, contre l'équipe des Leicester Tigers. Il a ensuite été dans le staff de plusieurs autres équipes de rugby comme Bourgoin et Gloucester, aux côtés de Laurent Seigne et Philippe Saint André. Il a également préparé le Toulouse Football Club. Il a, à nouveau, préparé physiquement Brive aux côtés de Laurent Seigne pendant deux ans en 2009. Il organise depuis des stages de course à pied pour tous coureurs.
Il est consultant à la télévision pour l'athlétisme sur France 2 et France 3 de 1987 à 2014. Il commente aux côtés de Patrick Montel rejoints à partir de 2007 par Stéphane Diagana. Il continue cependant à commenter le Marathon de Paris sur France 3. En 2019, il renonce à commenter le marathon après la suspension de Patrick Montel pour ses propos polémiques sur le dopage.
Il est la première personnalité française, le 4 avril 2008, à avoir refusé de se rendre à Pékin pour les Jeux olympiques, en soutien à la cause tibétaine, à la suite des manifestations de mars 2008. Il est remplacé à l'antenne par Philippe Delerm.
Il a développé une série de plans d'entraînement sur la pratique de la course à pied en partenariat avec le magazine Jogging International, afin de permettre aux coureurs de préparer leur marathon ou leur semi-marathon.
Le dernier sportif à avoir été préparé par ses soins est Cyril Léonet , dit "Aldo le gitan" , boxeur poids lourd , sacré champion de France en 2017 puis 2022.